# غابرييل فلورينتين
غابرييل فلورينتين (بالإسبانية: Gabriel Florentín) هو لاعب كرة قدم أرجنتيني في مركز الوسط، ولد في 13 مارس 1999 في غريغوريو دي لافيريري في الأرجنتين. لعب مع أرجنتينوس جونيورز وريفر بليت.

## وصلات خارجية
- غابرييل فلورينتين على موقع قاعدة بيانات كرة القدم.إي يو (الإنجليزية)
- غابرييل فلورينتين على موقع Soccerway.com (الإنجليزية)
- غابرييل فلورينتين على موقع عالم كرة القدم.نت (الإنجليزية)